# 中安樂站
中安樂站（日语：／ Naka-anraku eki */?）是一個位於鹿兒島縣曾於郡志布志町安樂（今志布志市志布志町安樂）的日本國有鐵道（國鐵）志布志線車站。在1987年（昭和62年）3月28日與志布志線一同停用。

## 停用前車站結構
- 單面月台1面1線。
- 無人站。

## 歷史
- 1960年8月1日 - 開始使用。
- 1987年3月28日 - 與志布志線一同停用。

## 車站周邊
- 山宮神社
  - 由天智天皇種植的大楠樹。

## 鄰近車站
日本國有鐵道
志布志線
安樂站 - 中安樂站 - 志布志站